# Џон Сим
Џон Роналд Сим (енгл. John Ronald Simm; Лидс, 10. јул 1970) је британски глумац. Сим је најпознатији по улози осме инкарнације Господара у научно-фантастичној серији Доктор Ху.